# Arkema (Vlissingen)
Arkema Vlissingen B.V. is een chemische fabriek in het Sloegebied dat chemische producten fabriceert op basis van tinverbindingen. De fabriek is onderdeel van het Franse chemieconcern Arkema en in 2008 had de vestiging ongeveer 170 mensen in dienst. 

## Geschiedenis van de fabriek
De geschiedenis van het bedrijf ving aan in 1960 toen Billiton op het terrein van Zaanchemie de stof trifenyltinchloride ging produceren in een proeffabriek. Dit werd elders omgezet in trifenyltin hydroxide (TPTH), een stof die geïntroduceerd werd als fungicide in de landbouw. Op basis hiervan wilden Billiton en het Amerikaanse concern M&T Chemicals Inc. deze stof op grotere schaal gaan produceren. Daartoe werd een fabriek in het Sloegebied gebouwd.De fabriek voor organotinverbindingen werd in 1967 geopend doch in 1970 stopte de vraag naar TPTH. Met behulp van M&T werden nieuwe producten ontwikkeld, waaronder anti-aanslagverf. Billiton trok zich terug en de naam van het bedrijf werd veranderd in M&T International N.V.. Hierna vonden chronologisch de volgende gebeurtenissen plaats:
- In 1971 werd de productie van TCTH, een bestrijdingsmiddel voor spint, opgestart. Dit werd verkocht door Dow Chemical onder de naam Plictran.
- In 1975 werd de naam veranderd in M&T Chemicals B.V..
- In 1977 werden de aandelen van M&T opgekocht door het Franse concern Elf Aquitaine.
- In 1978 ging men voor M&T products te Voorschoten ook het vertinnen uitvoeren en in 1979 de glascoating.
- In 1985 kwam een recyclinginstallatie voor tin in bedrijf. Hierbij ontstond tinas wat weer in tinsmelters kon worden ingezet.
- In 1987 dreigde sluiting van het bedrijf, omdat Dow en M&T besloten om de productie van Plictran te stoppen. Er vielen 40 ontslagen maar het bedrijf draaide verder met 150 mensen.
- In 1990 werd een fabriek Metablen Company B.V. geopend, die samen met Mitsubishi was opgezet. De bedrijfsnaam veranderde in Atochem Vlissingen B.V..
- In 1992 kreeg het bedrijf opnieuw een andere naam: Elf Atochem Vlissingen B.V.. Het vertinnen gebeurde voortaan bij Engelhard in De Meern.
- In 1995 kwam de productie van Turco Ede, ook onderdeel van Elf Aquitaine, naar het Sloegebied. Hier werden chemische producten voor de auto- en vliegtuigindustrie vervaardigd.
- In 1999 werd Elf Aquitaine overgenomen door TotalFina.
- In 2000 veranderde de naam alweer, nu in Atofina Vlissingen B.V.
- In 2001 werd Turco aan Henkel verkocht, maar Atofina bleef voor Turco produceren.
- In 2002 werden alle aandelen van Metablen opgekocht door Atofina.
- In 2003 werd de naam ervan veranderd in IM, wat staat voor impact modifiers oftewel slagvastheidsverbeteraars.

Na een hergroepering van de chemie-activiteiten van Total werd, op 1 oktober 2004, de naam van Atofina veranderd in Arkema.

## Transport
Hoewel het meeste transport van Arkema via de weg plaatsvindt, is Arkema aangesloten op het Nederlandse spoorwegnet. Enkele malen per week brengt DB Schenker Rail wagons met grondstoffen van andere Arkema-vestigingen in Frankrijk.